# Le Jongleur de Notre-Dame
Le jongleur de Notre-Dame (título original en francés; en español, El juglar de Nuestra Señora) es una ópera en tres actos con música de Jules Massenet y libreto en francés de Maurice Léna. Se estrenó en Montecarlo el 18 de febrero de 1902.

## Historia
Está basada en la historia homónima de Anatole France, que a su vez se basó en la leyenda medieval del siglo XIII de Gautier de Coincy, h. 1220. El papel del juglar Jean fue popularizado en los Estados Unidos por la famosa soprano, Mary Garden, que, según algunas fuentes, horrorizó al compositor Massenet, que pretendía que el papel lo interpretara un tenor. 
La ópera fue popular a principios del siglo XX, debido en parte a las apariciones de Mary Garden en ella, pero pronto desapareció de los escenarios mundiales, como muchas otras óperas de Massenet. A mediados de los años noventa, la ópera completa fue grabada en estéreo por vez primera, y esta grabación, con el tenor Alain Vanzo como Jean y el barítono Jules Bastin como Boniface, fue publicada en CD muy recientemente en 2003, seguido muy pronto por otro CD que contenía una grabación en vivo de la obra, de nuevo con Vanzo. A esto le siguieron reposiciones de la ópera en los Estados Unidos, normalmente en vestuario moderno.
Esta ópera rara vez se representa en la actualidad; en las estadísticas de Operabase aparece con sólo 4 representaciones para el período 2005-2010.

## Personajes
| Personaje                    | Tesitura | Reparto el 18 de febrero de 1902 Director: Léon Jehin |
| ---------------------------- | -------- | ----------------------------------------------------- |
| Juan, un juglar              | tenor    | Adolphe Maréchal                                      |
| Bonifacio, el monje cocinero | barítono | Maurice Renaud                                        |
| Prior                        | bajo     | Gabriel Soulacroix                                    |
| Un monje poeta               | tenor    | Berquier                                              |
| Un monje pintor              | barítono | Juste Nivette                                         |
| Un momje músico              | barítono | Grimaud                                               |
| Un monje escultor            | bajo     | Crupeninck                                            |
| Un monje cantor              | barítono | Senneval                                              |
| Un borracho                  | bajo     | Albert Paillard                                       |
| Primer ángel                 | soprano  | Marguerite de Buck                                    |
| Segundo ángel                | soprano  | Marie Girerd                                          |